# La Trinitat Nova
Trinitat Nova este un cartier din districtul 8, Nou Barris, al orasului Barcelona.